# Döppersberger Brücke
Die Döppersberger Brücke (auch Wupperbrücke Alte Freiheit) ist eine Fußgängerbrücke über die Wupper im Wuppertaler Stadtteil Elberfeld. Als eine ehemalige Straßenbrücke verbindet sie den Elberfelder Innenstadtbereich mit dem Wuppertaler Hauptbahnhof am namensgebenden Döppersberg. Nun ist sie in der Fußgängerzone mit eingebunden, über sie führt die Straße Alte Freiheit.

## Topographie

### Ehemaliger Ausbauzustand

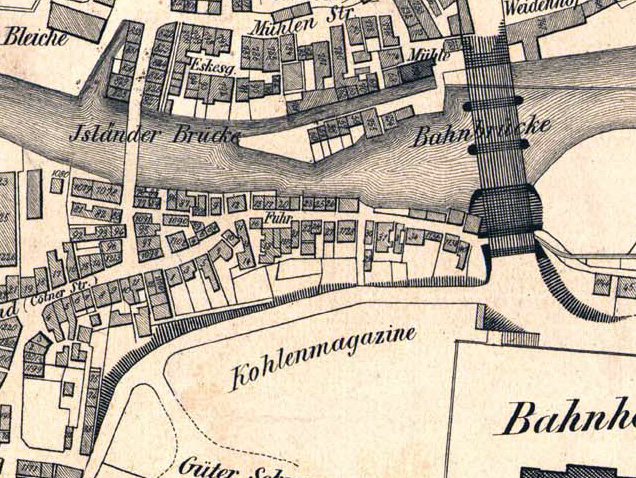
Die Brücke (Bahnbrücke) auf einer Karte von 1849

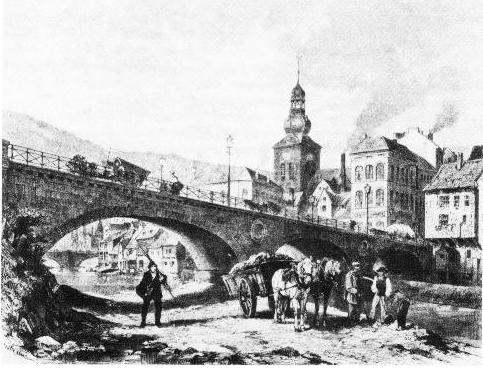
Döppersberger Brücke
um 1855

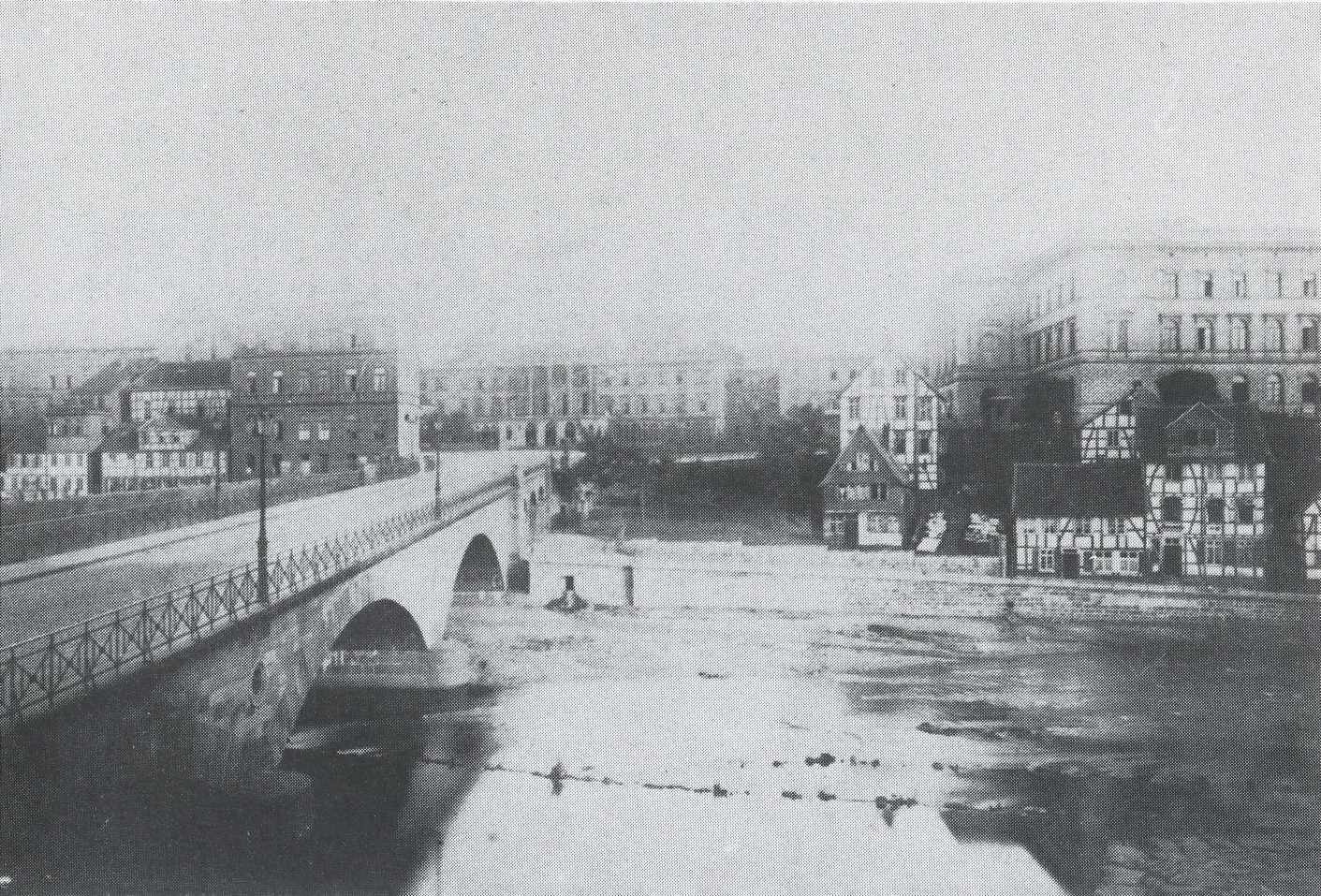
Döppersberger Brücke um 1870. Rechts die Fuhr unterhalb der Eisenbahndirektion.

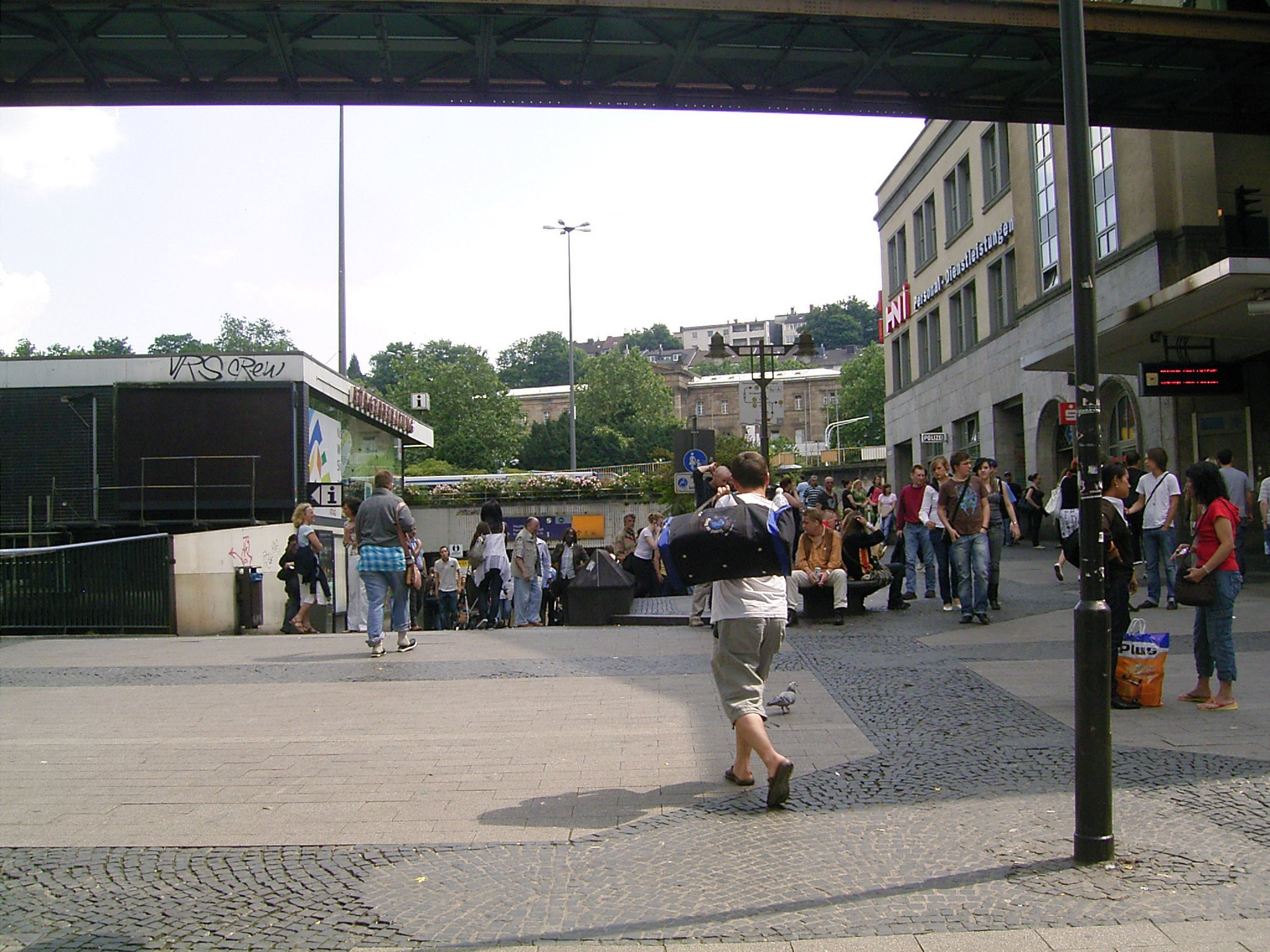
Zustand bis 2014, links die Unterführung und rechts das Köbo-Haus

Eine erste Steinbrücke entstand zwischen 1847 und 1862/63, mit ihren drei Bögen überspannte sie die Wupper. Sie führte zu dem 1848 eröffneten Bahnhof der Bergisch-Märkischen Eisenbahn-Gesellschaft (BME) auf dem Döppers Berg, er lag zur damaligen Zeit etwas außerhalb des Siedlungsbereiches der Elberfelder Innenstadt. Zuvor gab es an dieser Stelle eine hölzerne Jochbrücke.
Der Bau, der 1862/63 fertiggestellt wurde, stellte einen Kompromiss in einem jahrelangen Streit zwischen der BME und der Stadtführung dar. Im Streit ging es um die kontinuierlich steigenden Aufwendungen für die Erhaltung zweier Holzbrücken, diese überspannten die Niederung und das Überschwemmungsgebiet, den Brausenwerth. Die Döppersberger Bahnbrücke (damals abgekürzt Bahnbrücke genannt) war 56,5 Meter lang und 11,9 Meter breit. Die maximale Spannweite eines jeden Brückenbogens lag bei 22 Metern.
Bei der Neugestaltung des Bahnhofplatzes, Anfang des 20. Jahrhunderts, hatte man den Brausenwerth aufgeschüttet und die Uferbefestigungen der Döppersberger Brücke abgetragen, die Brücke wurde durch eine Konstruktion aus Stahlbeton ersetzt.
1901 entstand an der Brücke für die Wuppertaler Schwebebahn die Station Bahnhof „Döppersberg“, die 1926 durch das Köbo-Haus ersetzt wurde. Das mit der Schwebebahn-Station kombinierte Geschäftshaus ist das einzige Gebäude, das über die Wupper gebaut ist.

### Ausbauzustand nach dem Zweiten Weltkrieg
Nach dem Zweiten Weltkrieg wurde in den 1950er Jahren die Talachse Wuppertals komplett neu gestaltet. Durch den Krieg wurden viele Häuser zerstört und man legte die großzügig bemessene Bundesallee (Bundesstraße 7) an. Die Brücke führte als Verlängerung der Straße Alte Freiheit zum Omnibusbahnhof Döppersberg und weiter zum Hauptbahnhof der Deutschen Bahn. Unmittelbar am südlichen Ende der Brücke teilt sich der Weg einerseits in eine längere Unterführung, die zu Bahnsteigen des Omnibusbahnhofs führte. Am Ende der 1961 freigegebenen Unterführung gelangte man zum Hauptbahnhof. Auf der anderen Seite, am südlichen Ende der Brücke, führte der Weg vorbei am Köbo-Haus. Am 8. April 1968 wurde die Döppersberger Brücke in die Straßenbenennung der Alten Freiheit mit einbezogen.

### Umbau Anfang des 21. Jahrhunderts
Durch die Neugestaltung des Verkehrsknotenpunkts Döppersberg ab 2009  gibt es wieder, beginnend von der Alten Freiheit über die Wupper und auch über die Bundesallee, eine Brücke, die zum Bahnhof führt.